# Amandine Buchard
Amandine Buchard (ur. 12 lipca 1995) – francuska judoczka, srebrna medalistka olimpijska z Tokio (2020), gdzie zdobyła również złoty medal w turnieju drużynowym i indywidualna brązowa medalistka olimpijska z Paryża (2024). Walczyła w wadze półlekkiej.
Brązowa medalistka mistrzostw świata w 2014, 2018, 2022, 2023 i 2024; piąta w 2019; siódma w 2017; uczestniczka zawodów w 2015 i 2025. Druga w turnieju drużynowym w 2019 i 2022. Startowała w Pucharze Świata w 2016 i 2017. Złota medalistka mistrzostw Europy w 2021 i 2023; srebrna w 2014 i 2022. Pierwsza z drużyną w 2017. Trzecia na igrzyskach europejskich w 2019. Mistrzyni Francji w 2012, 2013 i 2017 roku.

## Letnie Igrzyska Olimpijskie 2020
| Konkurencja | Eliminacje                        | Eliminacje          | Finały                  | Finały          | Klas. końcowa |
| Konkurencja | Przeciwnik I                      | 1/4                 | 1/2                     | Finał           | Miejsce       |
| ----------- | --------------------------------- | ------------------- | ----------------------- | --------------- | ------------- |
| 52 kg       | Tetiana Levytska-Shukvani (GEO) Z | Park Da-sol (KOR) Z | Fabienne Kocher (SUI) Z | Uta Abe (JPN) P | 2.            |

## Odznaczenia
- Chevalier Orderu Legii Honorowej – 2021[9]
- Officier Orderu Narodowego Zasługi – 2024[10]